# Schwarzweißes Filzbecherchen
Das Schwarzweiße Filzbecherchen (Tapesia lividofusca, Syn.: Mollisia lividofusca, Tapesia melaleucoides) ist eine Pilzart aus der Familie der Dermateaceae.

## Beschreibung
Der Fruchtkörper ist flach schüssel- bis schalenförmig und ungestielt. Er sitzt auf einem das Substrat bedeckenden Hyphenfilz in geselligen Gruppen. Sein Durchmesser beträgt 1 bis 4 Millimeter. Die Fruchtscheibe ist elfenbeinweißlich, die Außenseite dunkelbraun. Anfangs sind die Apothecien beinahe geschlossen. Während des Reifens öffnen sie sich. Sie sind von dem leicht nach innen eingeschlagenen Rand umsäumt. Später haben sie sich flach scheibenförmig ausgebreitet und können sich von innen sogar etwas aufwölben. Es kommt oft vor, dass sich die Fruchtkörper aufgrund des engen Wachstums gegenseitig deformieren. Die Sporen messen 6,5 bis 8 × 2 bis 2,5 Mikrometer. Sie sind hyalin, elliptisch und glatt. Die Asci messen 45 bis 60 × 5 bis 6,5 Mikrometer und sind zylindrisch-keulig. Die Paraphysen sind zylindrisch. Sie weisen tief sitzende Septen auf.

## Vorkommen
Die Art wächst an Totholz von Nadel- und Laubbäumen, wie beispielsweise an Eichen, Birken oder Linden. Sie ist im Frühjahr zu finden und nicht selten.